# St. Sebastian (Freystadt)

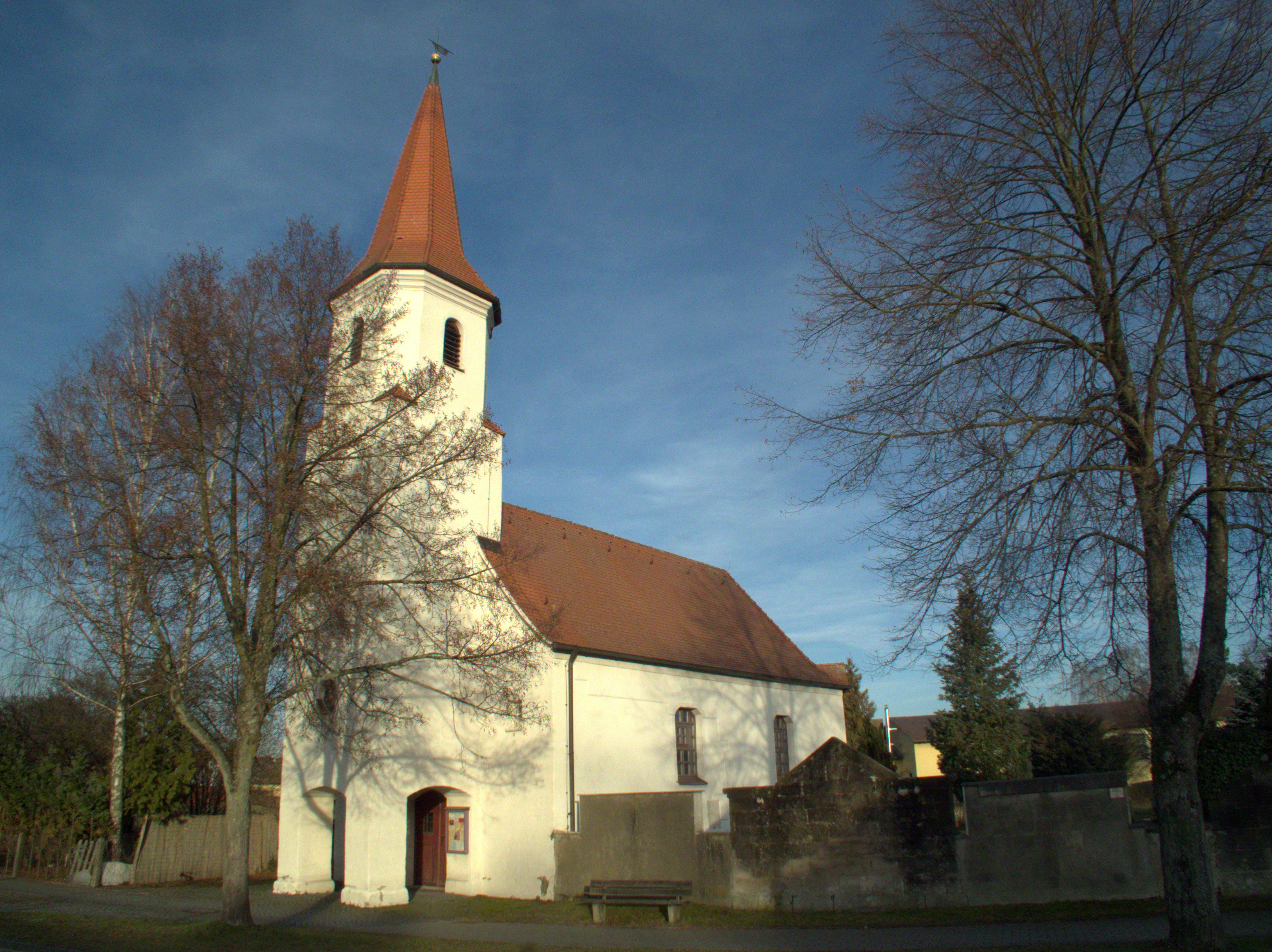
St. Sebastian (Freystadt)

Die evangelisch-lutherische, denkmalgeschützte ehemalige Friedhofskirche St. Sebastian steht in Freystadt, einer Stadt im Landkreis Neumarkt in der Oberpfalz. Die Kirche gehört zur Evangelisch-Lutherische Kirche in Bayern. Das Bauwerk ist unter der Denkmalnummer D-3-73-126-5 als Baudenkmal in die Bayerische Denkmalliste eingetragen.

## Beschreibung
1603 wurde außerhalb der Stadt ein neuer Friedhof angelegt, weil der alte um die Stadt-Pfarrkirche zu klein war. Dort wurde 1617 eine Kapelle gebaut und als römisch-katholische Kirche dem Heiligen Sebastian geweiht. Der gotische Kirchturm im Westen wurde einbezogen. 1763 wurde das Langhaus vergrößert und mit einem dreiseitigen Abschluss im Osten versehen. Außerdem wurde der Fassadenturm um ein Geschoss mit abgeschrägten Ecken aufgestockt und mit einem achtseitigen Knickhelm bedeckt. Nach Ende des Zweiten Weltkriegs fanden auch in Freystadt und Umgebung evangelische Flüchtlinge ein neues Zuhause. Ihnen wurde bis 1969 gestattet, in der Sebastianskirche Gottesdienst zu feiern. Danach wurde sie dem Verfall preisgegeben. 1986 kam es zu einer Schenkung an die Evangelisch-lutherische Kirchengemeinde in Sulzkirchen unter der Auflage einer grundlegenden Renovierung, die 1988/89 erfolgte. Zwei Kirchenglocken wurden 1991 in den Glockenstuhl des Glockenturms aufgehängt.